# Сливниця-при-Целю
Сливниця-при-Целю (словен. Slivnica pri Celju) — поселення в общині Шентюр, Савинський регіон, Словенія. 
Висота над рівнем моря: 480 м.